# Piet Biesiadecki
Patrick Walter Biesiadecki, noto Piet (Ware, 9 marzo 1920 – Charlestown, 26 novembre 2000) è stato un bobbista statunitense.

## Biografia
Viene ricordato come vincitore di una medaglia d'oro nel bob a quattro, vittoria ottenuta ai campionati mondiali del 1953 (edizione tenutasi a Garmisch-Partenkirchen, Germania) insieme ai suoi connazionali Lloyd Johnson, Hubert Miller e Joseph Smith.
Superarono le nazionali della Germania Ovest e la svedese.